# Histoire de l'Église éthiopienne orthodoxe
L'histoire de l'Église éthiopienne orthodoxe commence à sa fondation, vers le milieu du IVe siècle par Frumence d'Aksoum. C'est une des premières Églises chrétiennes du continent africain. Après sa création dans le royaume d'Aksoum, le christianisme s'étend vers l'ouest et le sud. Au VIIe siècle, les conquêtes musulmanes et l'installation de plusieurs sultanats dans la Corne de l'Afrique l'isolent partiellement du reste du monde chrétien. C'est la source du mythe du royaume du prêtre Jean.
À partir du XIIIe siècle, avec la prise de pouvoir par la dynastie salomonide, l'Église connaît une période de renouveau théologique et de renforcement de ses positions. Elle diffuse la religion dans le pays, y instaure un système éducatif, et poursuit le développement liturgique et artistique débuté sous les précédents régimes. Au XVIe siècle, avec la guerre contre le sultanat d'Adal, le christianisme éthiopien est sur le point de s'effondrer avec le royaume, comme disparaît alors le christianisme en Nubie. C'est en partie l'arrivée de soldats portugais qui lui permet de survivre. Les missionnaires qui les accompagnaient sont expulsés du pays en 1632 après avoir tenté de convertir  le pays au catholicisme. 
Sous les règnes de Yohannes IV et Ménélik II, l'Église trouve de forts soutiens politiques, le premier tente de minimiser la présence de missionnaires étrangers tandis que le second profite des conquêtes menées pour encourager en même temps des campagnes de christianisation. À partir de 1926, l'Église entreprend une marche vers l'autonomie vis-à-vis du Patriarcat d'Alexandrie et en 1951, elle devient officiellement autocéphale. Entre 1974 et 1991, sous la direction de la junte militaire léniniste-marxiste du Derg, le christianisme éthiopien orthodoxe perd son statut de religion d'État et son influence politique est diminuée. Depuis 1991, sous la direction du Front démocratique révolutionnaire du peuple éthiopien, l'Éthiopie reste un État laïc mais l'Église maintient une certaine influence ; elle doit faire face à l'arrivée de missionnaires évangéliques et à la montée d'un islam radical dans la Corne de l'Afrique.

## L'établissement de l'Église éthiopienne orthodoxe (pre-chretienne)

### Période pré-chrétienne

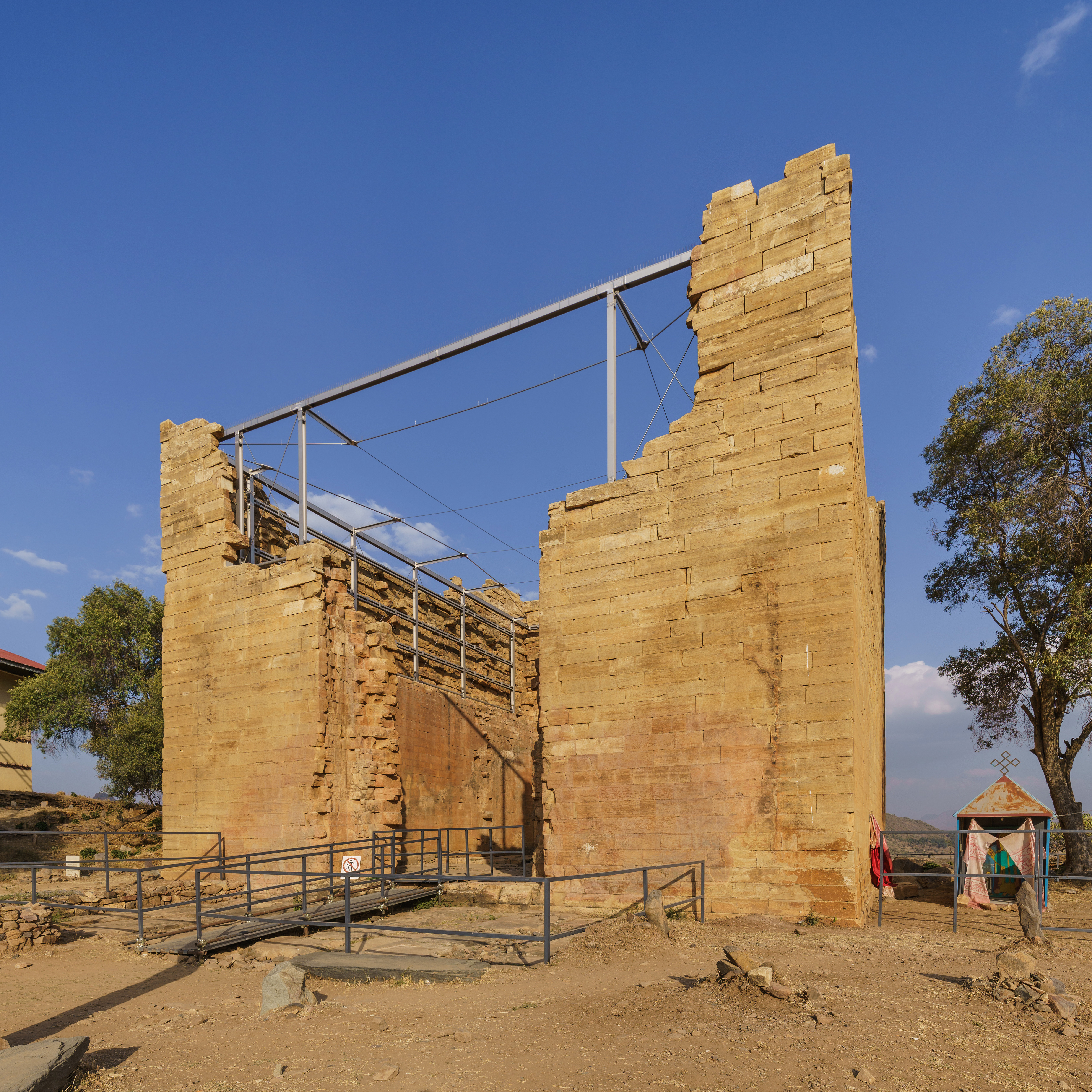
Le temple de Yeha, vestige de la période pré-chrétienne. Il sera transformé en église par un des Neuf Saints.

Avant l'introduction du christianisme en Éthiopie, divers cultes, aussi bien polythéistes que monothéistes sont pratiqués par la population locale ; cette présence s'explique par les contacts commerciaux entretenus avec les pays du Moyen-Orient. Les sources traditionnelles et archéologiques révèlent l'existence d'un culte zoroastrien ; un serpent, correspondant à une description de l'Avesta est gravé sur une des stèles à Aksoum. À partir du Ier siècle av. J.-C., les migrants sabéens importent une nouvelle religion polythéiste dont les principaux dieux sont Almouqah, Astar et Aries, dieu personnel des souverains éthiopiens avec l'arrivée du christianisme. Après le IIIe siècle, les Éthiopiens remplacent les noms grecs ou sabéens par des noms guèzes, Aries devient Mahrem, Poséidon devient Baher ; des traces archéologiques de cette période subsistent, parmi celles-ci, le temple de Yeha, dédié à Almouqah et un temple à Aksoum dédié à Aries. Enfin, une partie de la population éthiopienne pratique le judaïsme, de type pré-talmudique ; le Kebra Nagast mentionne la rencontre entre la reine de Saba et le roi Salomon ainsi que la naissance de leur fils Menelik Ier, parti de Jérusalem avec l'Arche d'alliance. Durant son voyage, il est accompagné d'Israélites, ancêtres des Béte Israél, les Juifs éthiopiens ou Falashas. Cet événement constitue un élément central de la chrétienté éthiopienne, le clergé orthodoxe se revendique toujours gardien de l'Arche.

### L'introduction du christianisme: saint Frumence et  la conversion d'Ezana

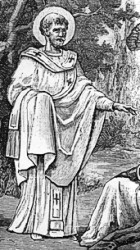
Saint Frumence, fondateur de l'Église éthiopienne orthodoxe.

Avant de devenir la religion d'État, le christianisme est déjà pratiqué en Éthiopie, notamment dans de grandes villes telles qu'Aksoum et Adulis ; tout comme les croyances déjà présentes, il arrive par la voie des commerçants. Le récit de la conversion du peuple aksoumite est l'œuvre d'un historien de l'époque, Rufin d'Aquilée. Tout débute par un voyage vers l'Inde de Meropius, un philosophe de Tyr, accompagné par deux membres de sa famille : Frumence et Édésius ; lorsque les provisions sont venues à manquer, le navire fait escale. La population locale, hostile aux citoyens romains, massacre l'équipage mais épargne les deux jeunes hommes que l'on ramène au souverain aksoumite. Celui-ci leur offre un travail dans l'administration royale et l'autorisation de retourner vers leur pays après sa mort. Lorsque le roi décède, la reine leur demande de rester à leurs postes jusqu'à l'arrivée de son fils au trône. À Aksoum, Frumence s'occupe des questions religieuses, encourage les commerçants romains à fonder des lieux de prière et favorise la diffusion de la nouvelle religion. 
Vers 330, Ezana, Roi d'Aksoum, se convertit et le christianisme devient la religion d'État ; il s'agit d'un tournant capital de l'histoire éthiopienne, un phénomène non pas strictement religieux mais touchant également le monde politique, la culture et la société de façon générale. Ainsi, contrairement au monde gréco-romain, la diffusion du christianisme en Éthiopie s'effectue d'abord au sein de la classe dirigeante pour ensuite s'étendre au peuple. Plusieurs éléments prouvent la conversion d'Ezana : dans ses premières inscriptions, il se fait appeler « Fils de Mahrem l'inconquis » ; à la suite de sa victoire face à la Nubie, il parle du « Seigneur du ciel et de la terre » et décrit comment il a détruit les « images dans leurs temples », affirmant ainsi sa dissociation du paganisme. En outre, sur des inscriptions grecques appartenant à Ezana, on peut lire « la foi en Dieu et le pouvoir du Père, du Fils et du Saint Esprit ». Enfin, on note un changement entre les pièces de monnaie du début de règne portant le croissant et le disque, symboles du paganisme et celles après 330, frappées avec le signe de la croix.
Après la conversion du souverain, Édésius et Frumence demandent le droit de quitter le royaume aksoumite, le premier retourne à Tyr et le second part vers Alexandrie, présenter les récents changements en Éthiopie au nouveau patriarche, Athanase auquel il demande également de nommer un évêque pour la communauté chrétienne d'Aksoum. Après la convocation d'un conseil de prêtres, Frumence est désigné comme premier évêque d'Aksoum et bien que Rufinus ne le mentionne pas, son retour vers l'Éthiopie est prouvée par une lettre de l'Empereur Constantin écrite en 356 à ses « précieux frères, Aezana et Saezana, dirigeants d'Aksoum », dans laquelle il évoque la présence à Aksoum de Frumence. En signe de reconnaissance, les premiers Éthiopiens convertis au christianisme ont attribué aux différentes personnalités des noms tels qu'« Abba Selama, Kassate Berhan » (en français : « Père de la paix et Révélateur de la lumière ») pour Frumence et « Abreha » (« Il illumina ») pour Ezana. 
L'Église orthodoxe éthiopienne naît à la suite de la controverse de l'arianisme lorsqu'en 325, le premier concile œcuménique condamne Arius et l'accuse d'hérésie. Constantius Gallus, fils d'un demi-frère de Constantin Ier, tente d'amener le clergé éthiopien, favorable à la décision du concile et à Athanase, du côté d'Arius. Théophile l'Indien est envoyé à Aksoum afin d'assurer la reconnaissance de l'arianisme mais l'Éthiopie lui refuse le droit d'entrer sur son territoire. L'Église éthiopienne, en affirmant sa position favorable à Athanase, se démarque officiellement ; le patriarche d'Alexandrie, plus tard canonisé, est toujours vénéré. Son œuvre, « La Vie de Saint Antoine », est traduite en guèze et l'Église éthiopienne lui attribue une de ses quatorze anaphores ; les 318 Pères du Premier concile œcuménique sont également vénérés et une autre anaphore de la Liturgie s'intitule « Anaphore des 300 Pères ».

### L'expansion et la consolidation du christianisme

#### Activités évangéliques: les Neuf Saints

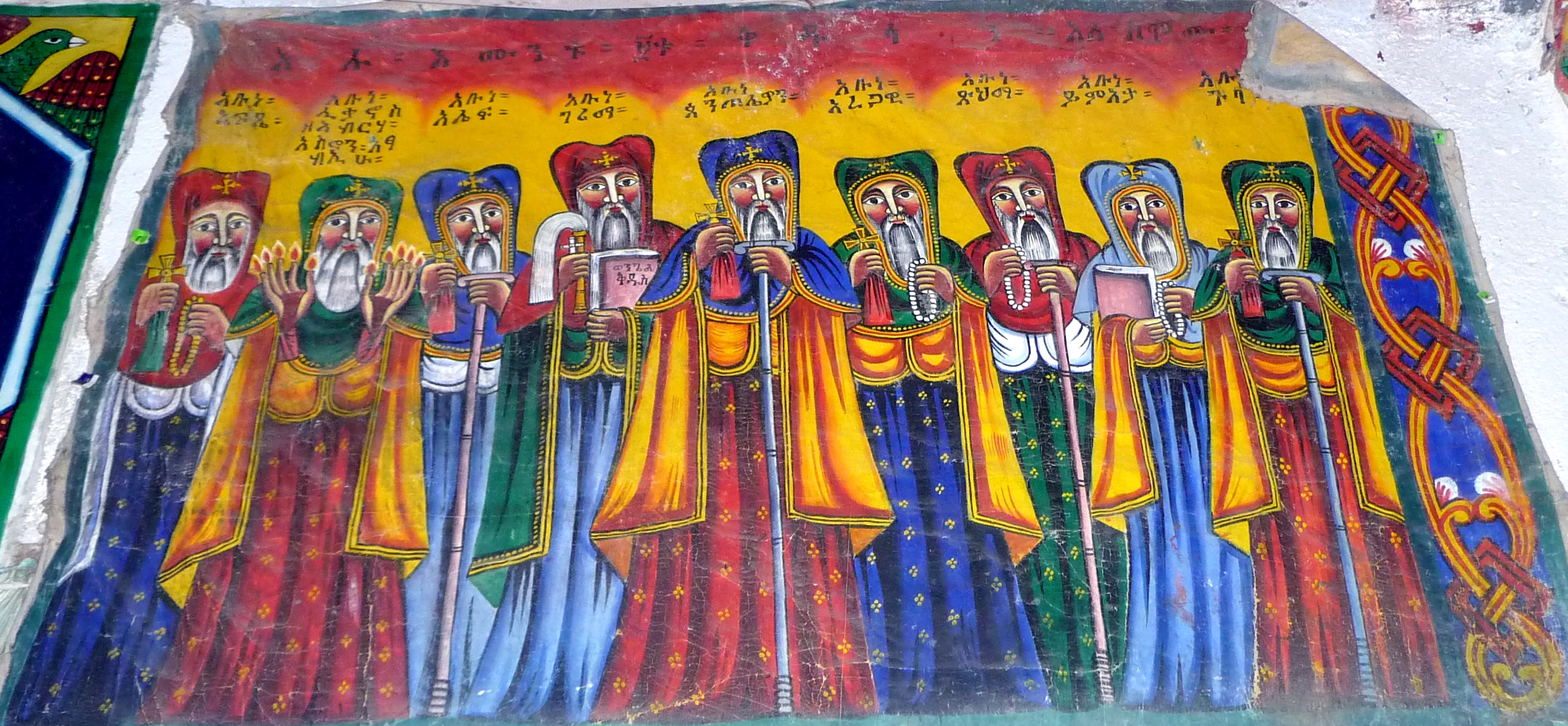
Peinture murale représentant les Neuf Saints.

La nomination de Minas, successeur de Frumence, au poste d'évêque d'Aksoum marque le début d'une longue période de seize siècles durant laquelle l'Église éthiopienne se trouve sous la juridiction du Patriarcat d'Alexandrie. Les principaux missionnaires ayant contribué à la diffusion du christianisme en Éthiopie sont les Neuf Saints, des religieux venus de l'Empire romain d'Orient (certains sont originaires de Syrie ou de Constantinople) et accueillis par Ella-Amida à Aksoum en 480. Leur soutien à la doctrine non-chalcédonienne leur a valu l'expulsion du territoire romain ; avant leur arrivée à Aksoum, ils ont vécu quelques années au monastère fondé par Pacôme le Grand, en Égypte. Une fois en Éthiopie, ils étudient la langue et se familiarisent avec les coutumes locales pour ensuite se mettre en route, convertir les populations et introduire les institutions monacales. Seuls Abba Libanos et Abba Pantaléwon (en) restent près d'Aksoum, les autres se rendent au cœur des zones païennes. Parti à Debre Damo, Za-Mikael (en) éradique le culte du serpent et y fonde un monastère, Abba Afse se dirige vers Yeha, célèbre centre sabéen, où il transforme le temple en une église. Le processus de christianisation s'effectue sans persécutions à l'encontre des nouveaux convertis qui bénéficient du soutien du souverain d'Aksoum.

#### L'essor artistique et littéraire

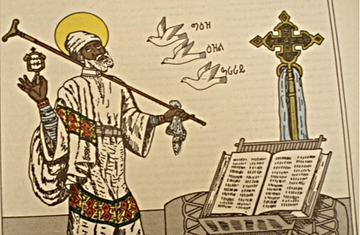
Saint Yared, créateur de la musique religieuse éthiopienne.

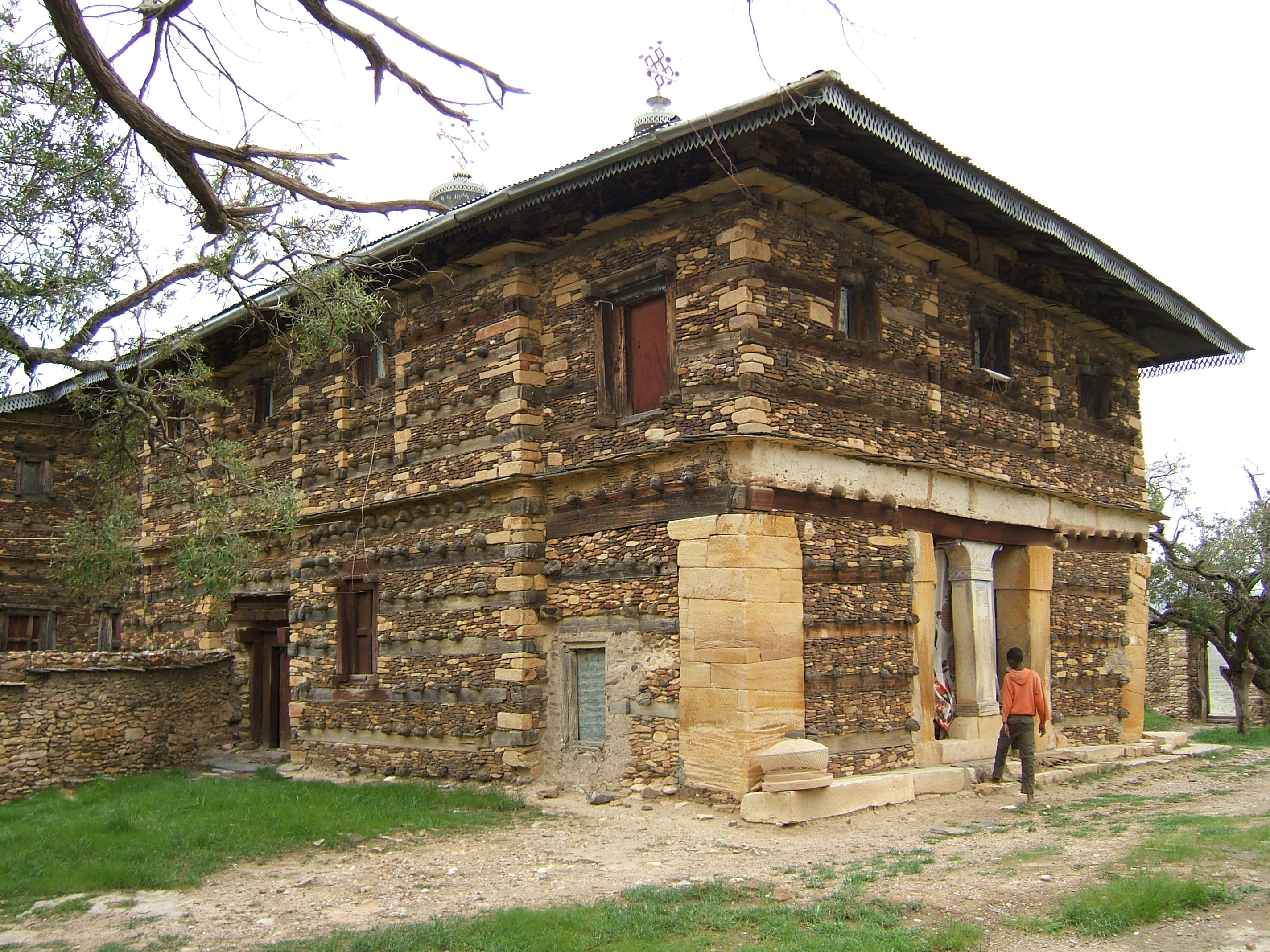
Église du monastère de Debré Damo, exemple d'architecture chrétienne en Éthiopie.

L'arrivée des Neuf Saints inaugure une nouvelle ère de la vie culturelle du christianisme orthodoxe éthiopien. Outre leur activité de missionnaires, ils ont contribué au développement de la liturgie et de la littérature guèze, ils introduisent divers termes dont « haymanot » (religion) et « ta'ot » (idoles). Le travail le plus impressionnant demeure la traduction complète de la Bible en ge'ez ; à l'époque de Frumence, seuls quelques livres ont été traduits, tels que des passages des Psaumes. Fortement influencée par le grec et le syriaque, cette première version éthiopique de la Bible se caractérise également par une nette différence entre les divers livres s'expliquant par la répartition du travail entre les Neuf Saints. Ils ont par ailleurs traduit plusieurs traités dogmatiques et des homélies des Pères de l'Église ; parmi ces textes, l'œuvre de Saint-Cyrille, Patriarche d'Alexandrie : Recta Fide, traduit du grec et servant de base aux enseignements de l'Église éthiopienne. On peut également citer la Vie de Saint Antoine d'Athanase d'Alexandrie ou encore les Règles Ascétiques de Pacôme qui régissent la vie monacale en Éthiopie.
Au début du VIe, Yared crée la musique religieuse de l'Église éthiopienne, composée en trois modes et toujours utilisée de nos jours. L'influence des Neuf Saints est également perceptible au niveau architectural, les ruines des basiliques des anciennes villes d'Aksoum, Adulis et Hawlti rappellent le style des églises syriaques ; le monastère de Debre Damo constitue sans doute l'un des plus anciens et célèbres exemples d'architecture chrétienne en Éthiopie.

#### Organisation de l'Église
Avec l'expansion du christianisme, on assiste à l'établissement de plusieurs diocèses - au moins quatre - en Éthiopie, avec à la tête de chacun un évêque ; le métropolite d'Aksoum supervise l'ensemble des diocèses. Le diocèse le plus important, après celui d'Aksoum, est Adulis, porte d'entrée du christianisme en Éthiopie. Jusqu'à la montée de l'Islam, les évêques sont envoyés depuis l'Égypte et par conséquent sous influence du Patriarcat Copte d'Alexandrie. Afin de maintenir une suzeraineté sur l'Église éthiopienne, les Égyptiens tentent d'apporter une justification légale en insérant le 42e pseudo-canon du Concile de Nicée qui prohibe aux Éthiopiens l'accès aux postes hiérarchiques. L'article, dont l'authenticité est fortement mise en doute par le clergé éthiopien, est respecté jusqu'au XIIIe, période à laquelle une première vague indépendantiste se lève. À nouveau, les Égyptiens ont procédé à l'ajout du même, cette fois dans le Fetha Negest, le code politico-religieux en vigueur dans l'Empire éthiopien pendant plus de six siècles. Ainsi, de sa fondation jusqu'au milieu du XXe siècle, le poste suprême de l'Église éthiopienne orthodoxe est occupé par un évêque égyptien, un fait unique dans l'histoire du christianisme.

### La montée de l'islam et la dynastie Zagwé

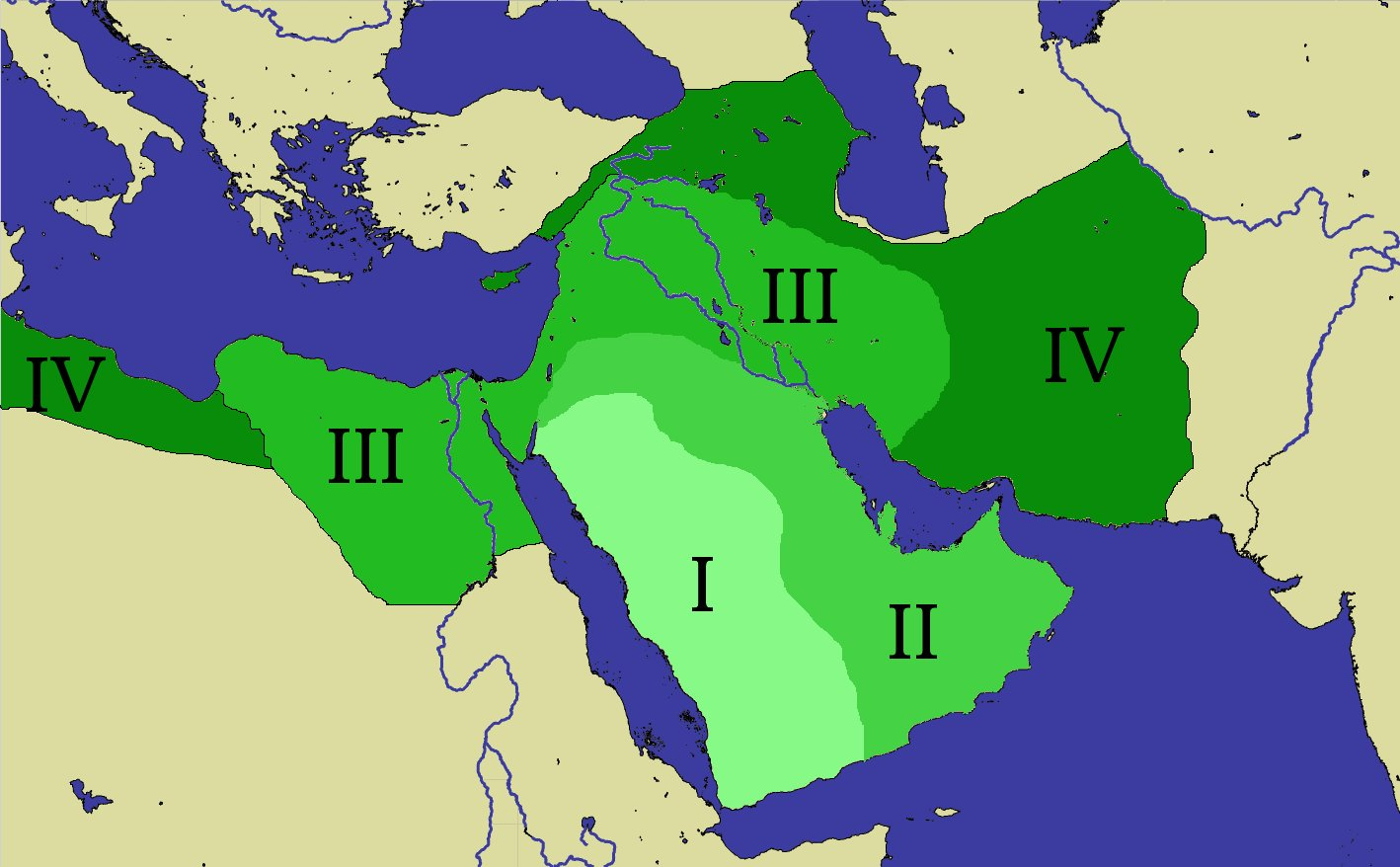
Au VIIe, les conquêtes musulmanes coupent l'Éthiopie du monde chrétien.

La naissance et la rapide expansion de l'islam au Moyen-Orient a directement influencé la situation du royaume chrétien d'Aksoum dont la vie économique dépend des relations maritimes internationales. Du IVe au VIIe, l'Église éthiopienne a développé une relation particulière avec le monde byzantin les décisions économiques, politiques et religieuses se font ressentir jusqu'à Aksoum. À partir du VIIe, les conquêtes musulmanes coupent les canaux historiques de communication avec le monde chrétien et seul le contact avec Alexandrie subsiste. Cet isolement explique le caractère unique des traditions éthiopiennes, les cérémonies et les célébrations religieuses sont restées intactes depuis le IVe.

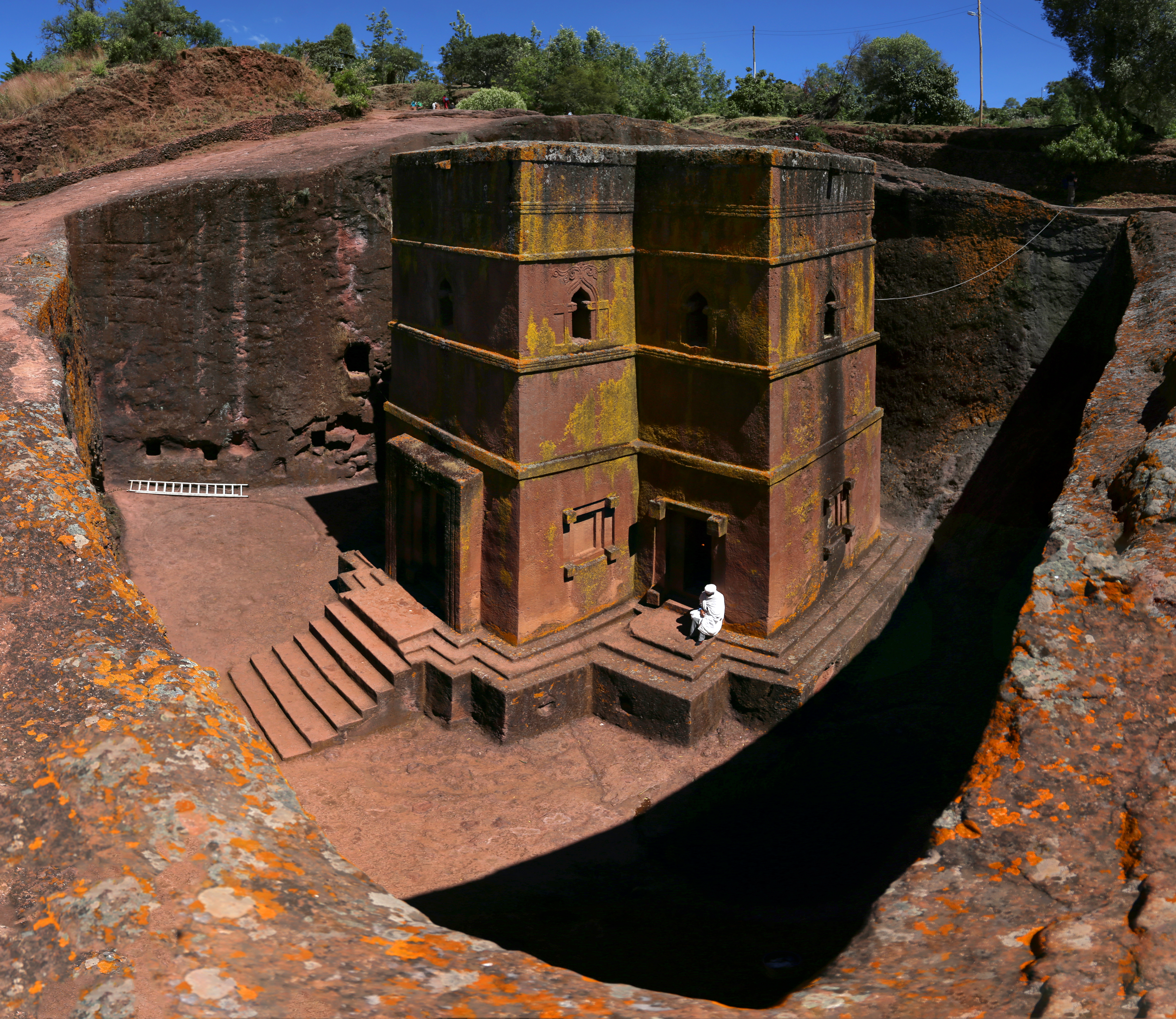
Bete Giyorgis, une des onze églises de Lalibela.

Avec le déclin de sa puissance maritime, le centre politique de l'Éthiopie se déplace vers le sud dans le Tigré, le Lasta et les aires de peuplement amharas, des régions où les Aksoumites ont déjà implanté colonies militaires. Vers le Xe et le XIe, des familles chrétiennes s'établissent dans les zones Menz, Merhabite, Muger et Bulge, dans le nord du Choa. Toutes ces provinces, initialement des terres païennes ont été conquises par le royaume d'Aksoum qui leur a imposé la religion, la langue et l'organisation politique ; parmi ces régions et ces populations : les Agew, mentionnés dans les inscriptions des rois aksoumites et les Semenoy (peuple du Semien). 

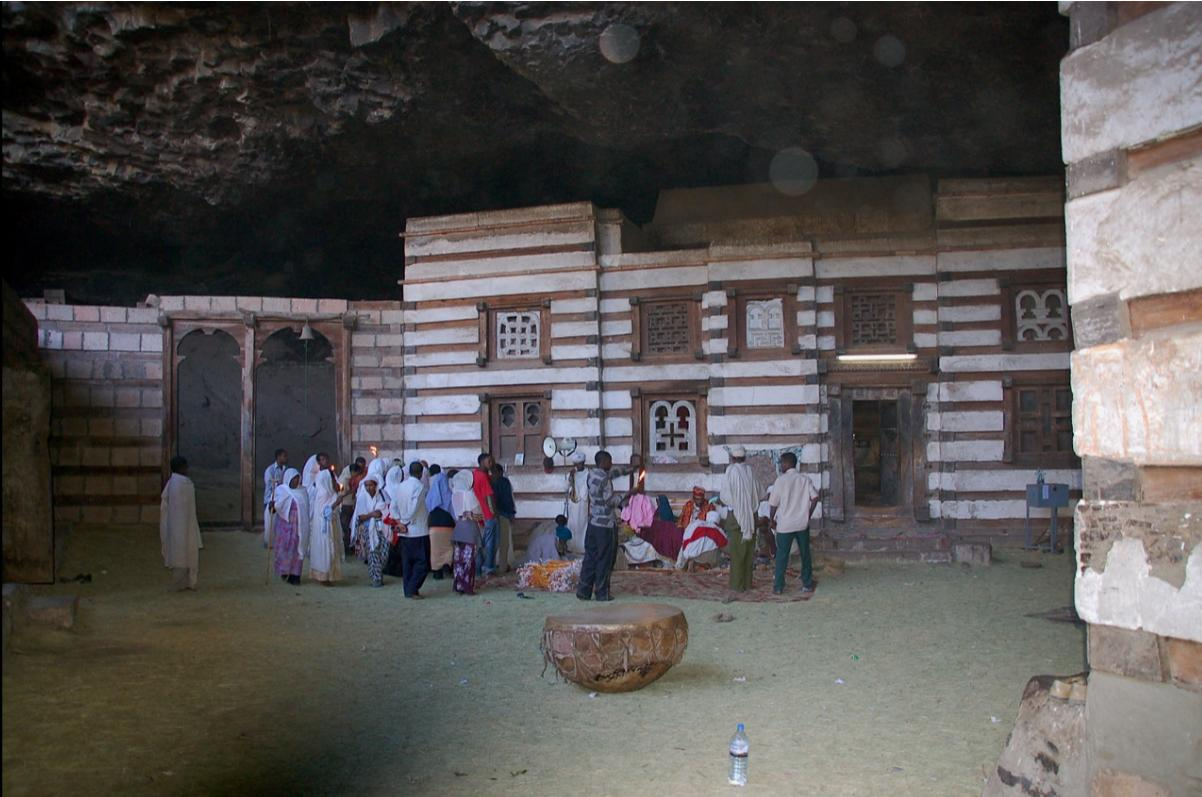
L'église Yemrehanna Krestos, construite vers le milieu du XIIe siècle.

Vers le XIIe, la dynastie Zagwé du Lasta succède aux souverains d'Aksoum dont la suprématie s'est définitivement écroulée à partir du IXe. Les Zagwés ne restent qu'un siècle à la tête de l'Éthiopie ; fortement marqués par 300 ans de domination aksoumite, ils tentent d'implanter durablement la religion chrétienne dans les territoires sous contrôle. La nouvelle capitale éthiopienne se trouve à Adefa, aujourd'hui Lalibela ; ils y reçoivent les délégations du Patriarcat d'Alexandrie mais également celles des dirigeants musulmans d'Égypte. La période zagwé voit également la poursuite des travaux de traduction des œuvres religieuses de l'arabe vers le guèze.
Yemrehanna Krestos et Gebre Mesqel demeurent les souverains Zagwés les plus célèbres ; le premier a ordonné la construction d'une église située dans une montagne. La situation géopolitique régionale amène Gebre Mesqel à mettre en place les gigantesques travaux de Lalibela où onze églises sont taillées dans la roche et malgré l'intervention d'artisans étrangers, la conception de ces monuments dérive de l'architecture aksoumite. À la suite de l'expansion de l'Islam, les chrétiens d'Éthiopie ne peuvent plus effectuer leur pèlerinage vers Jérusalem ; la construction d'une nouvelle ville sainte dans leur pays vise donc à satisfaire leurs demandes. Ces œuvres architecturales constituent les premiers signes de la renaissance de l'Église éthiopienne mise à mal par l'avènement de l'Islam, les instabilités politiques et la coupure avec le reste du monde chrétien.

## Le renouveau de l'Église éthiopienne

### L'arrivée au pouvoir de la dynastie salomonide
En 1270, lorsque Yekouno Amlak arrive au pouvoir, il renverse la dynastie Zagwé et marque le début du règne des Salomonides. Le nom même de la dynastie est directement lié à l'influence chrétienne ; en effet, au XIIIe, une multitude de sultanats musulmans et de nations païennes entourent l'Éthiopie au sud et au sud-ouest ainsi que sur la route commerciale menant vers le port de Zeilah. Ainsi, les Éthiopiens, isolés du monde chrétien, s'identifient à Israël et adoptent plusieurs instituions de l'Ancien Testament ; la référence à Salomon et à la Reine de Saba reste l'aspect le plus visible. Conscient du danger que représentent les puissances voisines par rapport au christianisme éthiopien, le roi Amda Seyon I lance une série de campagnes vers l'ouest, le sud et l'est ; le motif principal de la guerre, en apparence religieux, semble être plutôt commercial puisque les conquêtes visent d'abord les routes des commerçants. Le christianisme éthiopien s'étend dans les nouveaux territoires d'Ifat, Dawaro, Balé, Hadya ainsi que les provinces païennes du sud et de l'ouest ; le royaume maintient ses nouvelles frontières jusqu'au XVIe.

### L'établissement des communautés monastiques
L'ère du renouveau voit le développement des monastères, les premiers remontant à l'époque des Neuf Saints. Plusieurs communautés monastiques se trouvent déjà dans le Tigré et le Lasta, elles fournissent une éducation pour les dirigeants chrétiens dans la province amhara et le nord du Choa. Certains jeunes ambitieux s'y rendent, retournent dans leurs districts et y ouvrent parfois des petites écoles où l'on apprenait à lire et à écrire ; mais jusqu'au milieu du XIIIe, aucune de ces petites écoles du sud n'assure une véritable éducation élémentaire.
À partir de la seconde moitié du XIIIe siècle, plusieurs moines fondent des communautés monastiques à travers le royaume. Vers 1248, Iyasus Mo'a se rend au lac de Hayk pour y créer, sur l'île Qidus Stefanos, une petite école monacale. Cet homme a été un des moines les plus célèbres d'Éthiopie ; jeune garçon, il part étudier à Debre Damo où il se distingue par son sérieux et son excellent calligraphie. Après son décès à Hayk en 1292, son école devient la plus réputée au sud du Lasta ; des sources hagiographiques mentionnent un certain Yekouno Amlak, souverain ayant rétabli la dynastie salomonide. Plusieurs élèves d'Iyasus Mo'a deviennent également moines : Abba Hirouta Amlak, fondateur du monastère de l'île Daga Estifanos sur le lac Tana ou encore Abba Tekle Haymanot, qui après de longues années d'études, retourne vers sa province natale du Shewa pour y établir le monastère de Debré Libanos, important centre religieux du pays. Plus généralement, l'ensemble de la région amhara et du Bégemeder voit l'apparition de monastères ; ce phénomène touche également le nord du pays, les disciples du fameux moine Abba Ewostatewos établissent des communautés et des centres culturels tels que Debre Mariam de Qohain ou Debre Bizan, sur l'extrémité orientale du plateau de l'Hamasén. Pendant deux siècles, une série d'institutions religieuses sont créées à travers le pays, elles fournissent non seulement des cours théologiques mais également une éducation plus large ; cet élément constitue un facteur clé de l'influence du christianisme éthiopien orthodoxe sur les souverains et sur la conduite des affaires de la nation.

### L'éducation des monastères et le développement littéraire

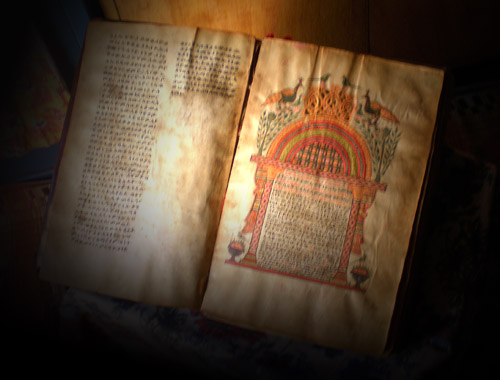
Bible du XIIe-XIIIe dans un monastère du lac Tana.

En fonction de sa taille et de ses ressources, chaque communauté monastique gère un certain nombre d'écoles à la tête desquelles on place un des membres les plus âgés de la communauté dont le caractère est considéré comme exemplaire. Afin de maintenir un certain niveau de prestige, les monastères de toute l'Éthiopie se font concurrence et tentent d'attirer les meilleurs professeurs pour élever la qualité de ses enseignements. 
On trouve généralement quatre niveaux d'éducation dans ces communautés monastiques :
- le premier se base sur l'enseignement de la lecture : les élèves commencent par l'alphabet éthiopien pour ensuite lire des passages entiers ; après le coucher du soleil, les exercices comprennent la mémorisation et la récitation de prières ;

- le prochain niveau se focalise sur les cours musique de l'Église : il comprend différents niveaux d'apprentissage mais incluent toujours des leçons sur le système musical inventé par Yared, ce programme atteint son apogée pendant le XVe et le XVe. Les élèves apprennent aussi bien les danses rituelles accompagnant les chants liturgiques que les Dagwa, des collections d'hymnes traditionnellement attribués à Yared ;

- le troisième niveau est nommé « école de la poésie » : d'une durée moyenne de deux ans, voir dix pour devenir un maître, cet enseignement met l'accent sur l'étude de la grammaire ainsi que la récitation, l'écriture, l'analyse et la composition spontanée de poèmes. Il s'agit d'une étape avancée du système éducatif religieux et ses élèves accèdent souvent aux positions les plus élevées de l'Église et de l'État ;

- le dernier niveau concerne l'interprétation des livres canoniques : le clergé éthiopien a développé un système élaboré d'études analytiques de chaque livre de la Bible et des œuvres apocryphes de l'Église. Les canons bibliques sont méticuleusement étudiés ; dans quelques monastères, certains maîtres se spécialisent uniquement sur un livre.

Ces différents niveaux constituent le système éducatif de l'Éthiopie médiévale ; malgré un programme essentiellement composé de cours religieux, les formations préparent également aux postes administratifs, judiciaires et étatiques. Ainsi, les familles dirigeantes envoient souvent leurs enfants dans les écoles des communautés monastiques ; plusieurs souverains éthiopiens, dont Dawit I, Zara Yacoub et Naod ainsi que divers écrivains ont étudié dans ces institutions. L'Éthiopie a connu une période de grande richesse littéraire et artistique, beaucoup d’écrits ge'ez datent de cette époque ; en outre, de nombreuses œuvres sont traduites de l'arabe.

## Guerre et controverses: la déstabilisation de l'Église
Après les règnes de Zara Yacoub (1434-1468) et Baede Maryam (1468-1478), l'Éthiopie connaît une période d'instabilité politique, certains rois sont trop jeunes pour régner, les rivalités entre officiers royaux placés sur le trône s'exacerbent et une guerre civile de 50 ans éclate. Dans ces conditions, une armée affaiblie doit affronter les troupes du sultanat d'Adal au cours d'un conflit qui va bouleverser les rapports entre l'Église éthiopienne et l'Islam

### La destruction de l'héritage chrétien médiéval
À la suite de la conquête ottomane du Proche et du Moyen-Orient, l'ensemble des communautés musulmanes de la Corne de l'Afrique dispose d'un soutien puissant ; en effet, celles-ci se montrent de plus en plus agressives. En 1527, Ahmed Ibn Ibrahim Al-Ghazi, surnommé Ahmed Gragne en Éthiopie, envahit l'Empire chrétien ; pendant une quinzaine d'années, les troupes musulmanes détruisent les lieux de cultes orthodoxes, pillent les monastères et s'emparent des trésors de l'Église. D'après les chroniques d'Ahmed Gragne, intitulées Futuh al-Habasha (« La Conquête des Abyssins »), l'ensemble des forces afars et somalis ont comme objectif la destruction du christianisme éthiopien dans les hauts plateaux ; les musulmans sont éblouis par les richesses qu'ils trouvent dans les monastères et les églises : il s'agit aussi bien de lingots d'or, d'argent que de biens religieux tels que des bibles, des manuscrits ou des croix. Durant ce conflit, la quasi-totalité de l'héritage médiéval de l'Éthiopie chrétienne est détruit, en outre, l'existence même de l'Empire a été mise en danger. L'occupant force les habitants à se convertir à l'Islam et la majorité préfère se plier plutôt que de perdre la vie. Finalement, les Éthiopiens parviennent à retourner la situation et en 1543, lors de la bataille de Wayna Daga, un soldat portugais tue Ahmed Gragne, l'armée musulmane fuit et se retire des terres chrétiennes. Bien que fortement affaiblie, l'Église éthiopienne survit au conflit le plus meurtrier qu'elle ait connue ; jamais des forces armées n'ont poussé aussi loin leurs offensives tout en mettant à sac le patrimoine de plusieurs siècles.

### Les relations avec le catholicisme et le renouveau gondarien

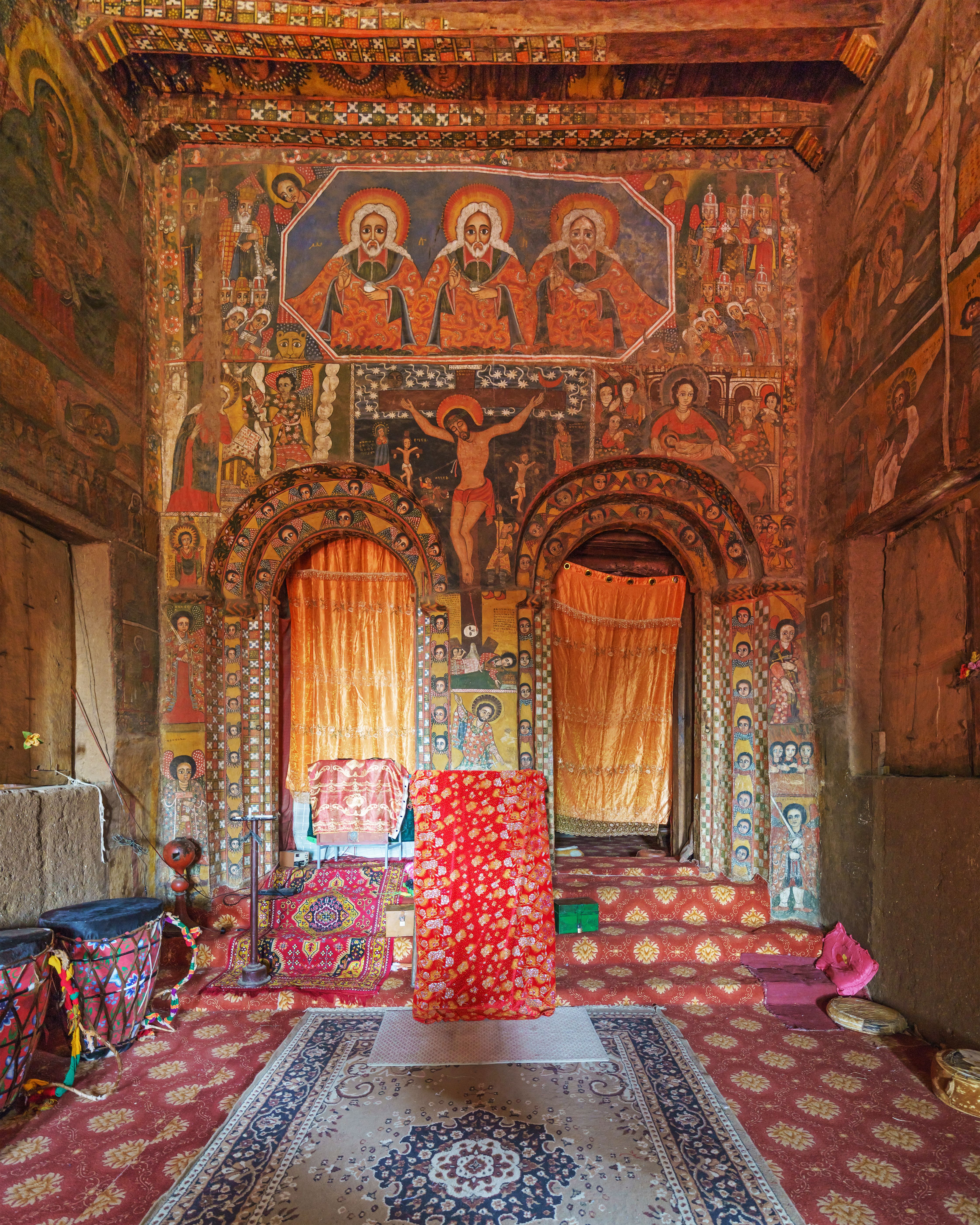
Intérieur de l'église Debré Berhan Sélassié, symbole de la renaissance gondarienne.

Les premiers contacts avec les Portugais remontent à la fin du XVe lorsque les Éthiopiens veulent importer les technologies européennes ; les liens se sont renforcés pendant le conflit jusqu'à la victoire sur les troupes d'Ahmed Gragne (Ahmed Ibn Ibrahim Al-Ghazi). João Bermudes exige alors la conversion du Negusse Negest Gelawdewos au catholicisme, ce dernier refuse et expulse le missionnaire. Plus tard, en 1557, les premiers jésuites  arrivent en Éthiopie ; les Européens veulent profiter de la demande de produits occidentaux pour importer la religion catholique. En 1621, ils remportent leur premier succès puisque le Negusse Negest Sousnéyos se convertit et impose la nouvelle religion au pays ; un mouvement de rébellion se lève dans le pays pour devenir, en 1632, une véritable guerre civile qui se termine par l'abdication de Sousnéyos le 14 juin, lorsque son fils Fasiladas lui succède et rétablit la religion nationale : le christianisme éthiopien orthodoxe. 
En 1633, le Negusse Negest expulse les Jésuites du pays ; cette brève confrontation avec le catholicisme touche la stabilité spirituelle de l'Église, des débats intenses se déroulent autour de la nécessité d'éradiquer toute influence externe qui demeure du passage des catholiques en Éthiopie.
Finalement, ces controverses vont aboutir à la naissance d'un mouvement important de renouveau intellectuel et littéraire au cours de la période gondarienne (1632-1769) et d'une partie du Zemene Mesafent (1769-1853). De nombreux manuscrits sont rédigés pendant cette ère et des églises sont construites, la plus célèbre reste celle de Debre Berhan Selassie à Gondar. Malgré le déclin du pouvoir impérial, l'Église parvient à préserver une unité de base ; une fait impressionnant si l'on examine le siècle que vient de vivre le christianisme orthodoxe éthiopien de 1527 à 1632. À partir du milieu du XIXe, le souverain retrouve son véritable pouvoir national et l'Église reprendra son rôle historique de facteur unificateur dans l'Éthiopie chrétienne.

## La période de réorganisation

### La politique religieuse de Téwodros II

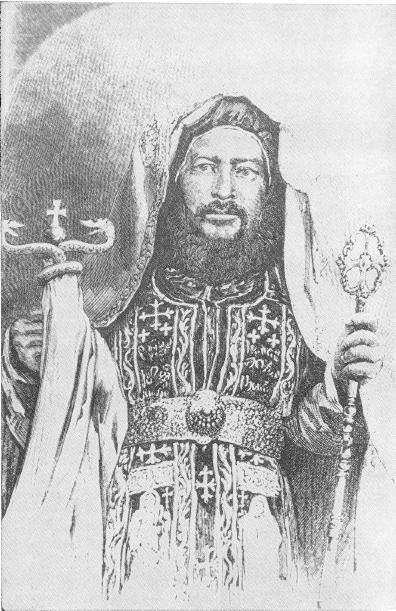
L'Abba Selama (1818-1867), soutenu par Téwodros II dans sa quête d'unification, parvient à imposer à l'Église la doctrine Tewahedo.

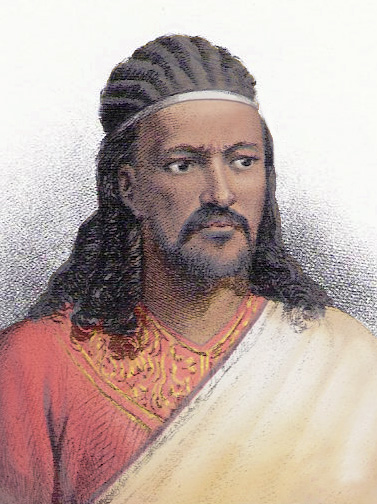
Téwodros II (1818-1868).

Après la mort de l'Abouna Qerillos, l'Éthiopie reste quelque temps sans évêque jusqu'à l'arrivée d'Abouna Selama en 1841. Ce dernier s'intéresse aux affaires politiques d'un pays divisé par les ambitions des seigneurs locaux ; il s'inquiète également des controverses doctrinales de l'Église qui minent l'unité de l'institution. À partir de 1853, Téwodros II se lance dans une campagne d'unification nationale ; en 1855, il est couronné Negusse Negest par l'Abouna Selama avec lequel il compte stabiliser l'Église et assurer une véritable cohésion. Trois grands groupes doctrinaux débattent de la nature du Christ durant la première moitié du XIXe siècle :
- le premier groupe soutient la doctrine « tewahedo » (« unité ») : elle confesse l'unité des deux natures, divine et humaine de la personne du Christ, sans confusion ou séparation ;

- le deuxième groupe est favorable à la doctrine dite du « Qebat » (« onction ») : il repose essentiellement sur l'onction du Christ et non sur l'incarnation du Fils ;

- le troisième groupe  soutient la doctinre « Tsegga Lej » (« Fils de la Grâce ») : il se base surtout sur l'enseignement des « Trois Naissances », la naissance éternelle du Saint-Esprit après l'incarnation de Jésus, la naissance génétique du Fils de la Vierge Marie et la naissance du Saint-Esprit après l'incarnation de Jésus.

Finalement, Téwodros II décide d'imposer à l'Église la première doctrine dite tewahedo, soutenue par Aboua Selama, afin d'assurer l'unité de la foi orthodoxe, il interdit les deux autres doctrines et menace les fidèles réticents ; les débats cessent et l'idéologie tewahedo est acceptée par l'ensemble du clergé. Lors de la première partie de son règne, Téwodros II adopte un comportement en strict respect des règles morales de l'Église ; il reçoit avec sa femme la Sainte Communion et sa conduite devient un exemple pour tous les chrétiens de l'Empire. Dans les sphères missionnaires orthodoxes, il soutient avec ferveur les moines durant leurs campagnes d'évangélisation des provinces païennes du pays. De nombreux habitants, parmi lesquels beaucoup de musulmans se convertissent au christianisme. 
Durant la seconde partie de son règne, les relations de Téwodros avec l'Église vont fondamentalement changer lorsqu'il décide de procéder à une série d'innovations dans l'organisation de l'institution. Afin de financer ses politiques de modernisation, le negusse negest désire réduire le nombre des membres du clergé dans chaque église où seuls deux prêtres et trois diacres doivent être autorisés. Il veut pousser le reste des religieux à se mettre au travail et à payer des impôts comme l'ensemble de la population ; par ailleurs, il compte distribuer les terres de l'Église aux paysans. Aux yeux du clergé, ces projets sont tout simplement inacceptables ; l'Église se met à critiquer Téwodros II tout en incitant la population à faire de même. Vers la fin de son règne, le comportement du souverain se radicalise et ordonne l'emprisonnement de l'abouna Selama à Magdala où il meurt en 1867. Finalement, Téwodros II se suicide un an plus tard, à la suite d'une intervention britannique (1868) en laissant derrière lui un empire et une Église unifiés.

### L'expansion de l'Église
Pendant le dernier quart du XIXe, les Negusse Negest Yohannes IV et Menelik II vont poursuivre l'œuvre de diffusion et d'unification entreprise sous Téwodros II. En 1878, Yohannes IV organise la conférence de Borouméda pendant laquelle l'unité de l'Église éthiopienne est réaffirmée ainsi que l'interdiction de la doctrine des « Trois naissances », encore présente dans quelques zones. Enfin, la conférence se concentre sur la situation du Wello, une province où se trouvent plusieurs centres chrétiens mais qui a été islamisée pendant le XVIe pendant l'invasion de l'Éthiopie par Ahmed Gragne (15606-1543). Lors du départ des troupes musulmanes et du retour des Éthiopiens, la majorité de la population ne s'est pas reconvertie au christianisme ; ainsi Yohannes IV et Menelik II encouragent l'Église à intervenir dans cette région. Les conversions de plusieurs chefs locaux, dont le gouverneur Mohammed Ali (plus tard ras Mikaél), vont entraîner celle d'une partie des habitants. Enfin, l'aleqa Akale Wold, un célèbre érudit, a été désigné par le clergé afin de consolider la place de l'Église dans le Wello où il fonde à Borou Méda, un centre d'enseignement qui devient un des plus importants du pays.
Sous le règne de Menelik II, les missionnaires orthodoxes s'activent principalement dans l'ouest, le sud et l'est, des territoires ré-intégrés à l'Empire après plusieurs campagnes. À l'époque, les recherches archéologiques prouvent la présence par le passe de la religion chrétienne, un élément permettant de soutenir la conversion des populations conquises qui ont positivement accueilli les représentants du clergé.

### Autonomie

#### Les premiers pas vers l'indépendance
Au début du XXe, une vague indépendantiste se lève au sein de l'Église éthiopienne toujours sous tutelle du Patriarcat d'Alexandrie ; le clergé considère que les réformes et la modernisation ne peuvent plus se décider à l'étranger, loin de la vie nationale et de ses problématiques. Par le passé, d'autres mouvements ont déjà demandé plus d'autonomie vis-à-vis d'Alexandrie ; seuls deux negusse negest, Zara Yaqob (1399-1468) au XVe et Yohannes IV en 1881, ont obtenu la nomination de plusieurs évêques pour l'Éthiopie afin de renforcer l'organisation et les activités de christianisation. En 1926, abouna Mattéwos, le dernier des évêques envoyés en 1881 décède ; l'Église éthiopienne demande officiellement au Patriarcat d'Alexandrie la délégation du pouvoir de nomination. Après une série d'échanges avec le gouvernement impérial éthiopien, Alexandrie nomme un nouvel évêque, Abouna Qerillos et prévoit la consécration  de cinq moines éthiopiens en tant qu'évêques diocésains ; les cinq religieux les plus respectés du pays sont choisis, il s'agit d'Abraham, Isaac, Sawiros, Mikaél et Pétros (1892-1936), ces deux derniers s'illustrent durant l'Occupation italienne en résistant aux forces étrangères.

#### L'Église face à l'occupation italienne
De 1935 à 1941, l'Éthiopie est occupée les Italiens ; ces cinq années ont été particulièrement difficiles pour l'Église, la politique des fascistes vise à éliminer l'influence de cette institution, symbole de l'unité nationale. Deux évêques, Pétros et Mikaél sont assassinés, et, en 1937, des soldats italiens massacrent les moines du monastère de Debré Libanos. Afin d'isoler l'Église éthiopienne, le gouvernement de Rome souhaite couper ses relations avec Alexandrie ; Abouna Qerillos refuse de s'impliquer et après avoir été envoyé en Italie, il se retire plus tard au Caire. Les Italiens oblige l'ancien et souffrant Abraham à remplacer Qerillos et déclarer l'indépendance de l'Église ; le Patriarcat d'Alexandrie excommunie immédiatement Abraham et ses partisans. À l'étranger, les fidèles se mobilisent sous l'impulsion de l'itchégué Abouna Basilios basé à Jérusalem ; il entre en communication avec les Arbegnoch (résistants éthiopiens) et envoie des moines s'occuper des chrétiens éthiopiens en exil. Ces actions entreprises par l'itchégé vont plus tard accélérer le processus d'indépendance de l'Église.

#### L'indépendance acquise
Après la Libération en 1941, l'Abouna Qerillos retourne à Addis-Abeba ; les Éthiopiens demandent une véritable autonomie et la levée de l'excommunication imposée à l'évêque Abraham. À la suite de longues négociations, un accord est trouvé en 1948, le Synode copte décrète que les moines peuvent être nommés par le métropolite Qerillos et ce jusqu'à la nomination d'un métropolite éthiopien. Cinq moines sont choisis parmi lesquels l'abouna Basilios et l'abouna Théophilos, archevêque de Harar. En 1951, après le décès de Qerillos, le clergé désigne Basilios métropolite d'Éthiopie officialisant ainsi l'autonomie de l'Église.

#### Œcuménisme
En 1948, l'Église éthiopienne devient membre fondateur du conseil œcuménique des Églises, elle est représentée à l'assemblée d'Amsterdam par l'Abouna Théophilos et Blattengeta Mersé-Hazen Wolde Kirkos. L'Église prend part aux diverses activités et reçoit des soutiens financiers pour des projets dans la province d'Érythrée et du Choa ; elle participe également aux réunions continentales de l'All Africa Conference of Churches, dont elle est également membre. L'Église éthiopienne a été observateur aux conciles du Vatican, ouvrant ainsi un dialogue indirect avec l'Église catholique. Elle assiste aux Conférences Pan-orthodoxes à Rhodes (1961), Aarhus (1964) et Bristol pendant lesquelles un dialogue s'instaure entre chalcédoniens et non-chalcédoniens. Enfin, en 1965, afin de renforcer les liens avec les Églises orientales, une conférence est organisée à Addis-Abeba où un secrétariat des Églises orthodoxes orientales est établi.